# Oldendorf (Bassa Sassonia)
Oldendorf è un comune di 2.860 abitanti della Bassa Sassonia, in Germania. Appartiene al circondario di Stade ed è parte della Samtgemeinde Oldendorf-Himmelpforten.